# Leela Chess Zero
Leela Chess Zero (viết tắt là LCZero, Lc0, lc0) là một dự án điện toán tình nguyện và engine cờ vua dựa trên deep neural networks, miễn phí, mã nguồn mở. Việc phát triển được dẫn đầu bởi lập trình viên Gary Linscott, người cũng là nhà phát triển cho engine cờ vua Stockfish. Leela Chess Zero được điều chỉnh từ engine của Leela Zero Go, dựa trên dự án AlphaGo Zero của Google.
Giống như Leela Zero và AlphaGo Zero, Leela Chess Zero bắt đầu mà không có kiến thức nội tại nào về cờ vua cụ thể ngoài các quy tắc cơ bản của trò chơi. Leela Chess Zero sau đó học cách chơi cờ bằng cách học tăng cường từ việc tự chơi lặp đi lặp lại, sử dụng mạng máy tính phân tán được điều phối tại website Leela Chess Zero.
Tính đến tháng 12 năm 2022, Leela Chess Zero đã chơi hơn 1,5 tỷ ván đấu với chính nó, chơi khoảng 1 triệu ván mỗi ngày, và có khả năng chơi ở cấp độ tương đương với Stockfish, chương trình cờ vua thông thường hàng đầu.

## Lịch sử
Dự án Leela Chess Zero lần đầu tiên được công bố trên TalkChess.com vào ngày 9 tháng 1 năm 2018. Điều này tiết lộ Leela Chess Zero là engine cờ vua mã nguồn mở, tự học, với mục tiêu là tạo ra một engine cờ vua mạnh mẽ. Trong vòng vài tháng phát triển đầu tiên, Leela Chess Zero đã đạt đến cấp độ Đại kiện tướng, vượt qua sức mạnh của các bản phát hành sớm của Rybka, Stockfish và Komodo.
Vào tháng 12 năm 2018, nhóm AlphaZero đã xuất bản một bài báo mới trên tạp chí Science tiết lộ các chi tiết chưa được tiết lộ trước đây về cấu trúc và thông số đào tạo được sử dụng cho AlphaZero. Những thay đổi này sớm được tích hợp vào Leela Chess Zero, giúp tăng cả sức mạnh và hiệu quả luyện tập của nó.
Engine này hỗ trợ biến thể Chess960.